# یابلانیتسا (بویانوواتس)
یابلانیتسا (به صربی: Jablanica) یک منطقهٔ مسکونی در صربستان است که در بوجانوواچ واقع شده‌است. یابلانیتسا ۱۰۹ نفر جمعیت دارد.